# Иванов, Владимир Петрович (чекист)
Владимир Петрович Иванов (11 сентября 1924, Чебаково, Ядринский уезд, Чувашская автономная область, РСФСР, СССР — 15 июня 2012, Москва) — советский деятель государственной безопасности, генерал-майор госбезопасности (1978).

## Биография
Родился 11 сентября 1924 года в деревне Чебаково Ядринского уезда Чувашской автономной области.
С 1941 по 1942 год учился в Горьковском индустриальном институте. С августа 1942 по май 1945 года участвовал в Великой Отечественной войне. В 1943 году окончил 2-е Московское второе пулемётное училище. Участвовал на различных фронтах войны, в частности в освобождении Варшавы и взятии Берлина.
Прошел путь до начальника штаба стрелкового батальона 212 стрелкового полка 75 гвардейской стрелковой дивизии Группы советских войск в Германии.
В 1951 году окончил Московский институт народного хозяйства им. Г. В. Плеханова, в 1952 году — Высшую разведывательную школу. С августа 1951 по ноябрь 1990 проходил службу в органах госбезопасности СССР, замещая должности от оперативного работника до начальника крупного самостоятельного подразделения — в отставку ушёл с должности начальника одного из управлений КГБ СССР. В 1978 году постановлением Совета Министров СССР В. П. Иванову было присвоено звание генерал–майора.

## Награды
- Орден Отечественной войны I степени (дважды),
- Орден Красной Звезды,
- Орден Трудового Красного Знамени,
- Орден «Знак Почёта»,
- медаль «За освобождении Варшавы»;
- медаль «За взятие Берлина»;
- медаль «За победу над Германией»;
- именное холодное оружие;
- награды ряда иностранных государств.